# Foumbouni
Ne doit pas être confondu avec Fomboni, autre ville des Comores
Foumbouni (en comorien Foumbou- eau saumâtre, -Ni localité) est le chef-lieu de la préfecture de Badjini aux Comores, située sur la côte sud-est de l'île de Grande Comore. En 2012, sa population est estimée à 20 331 habitants.

## Histoire
Ancienne cité côtière, Foumbouni constitua l'un des pôles les plus puissants des Comores à l'époque des sultanats comoriens. Protégée comme une place forte dès le tout début du XIXe siècle, la ville gagna le surnom de Foumbouni Ngomé (Foumbouni la Citadelle) en raison de ses remparts, à une époque où elle se distinguait des autres cités par son statut de capitale royale et son modèle social correspondant. L'éducation y était obligatoire, collective et organisée par la cité, qui visait à former des soldats disciplinés, efficaces et attachés au bien commun. Foumbouni a connu plusieurs attaques au cours de son histoire, notamment un raid malgache en 1798 à l'origine de l'érection de ses remparts, mais il semblerait que la plus marquante pour la population locale demeure un raid portugais, qui détruisit la moitié de la citadelle et laissa des traces irréversibles dans son tissu urbain.

## Culture
Foumbouni possède plus de dix mosquées, dont la mosquée principale de Vendredi, la mosquée de Foukouni, la mosquée de Mohamed Toihir, la mosquée de Wana Kiwoungwana, la mosquée de Zawiyani et la mosquée de Makka. La ville rend également hommage à ses grandes figures, telles qu'entre autres : Boina Foumou, Mbechezi Commandant, Mohamed Mouigni, Docteur Kassim Said,Mhamadiya (Papa Nadia ), Saïd Hassane, Omar Tamou, Idi Nadhoim,Zilé Soilihi, Gautier, Mohamed Ahmed (Anzi), Ismaila Ibouroi (Sting) ou Abal Anrabe Abdou Chacourou (Gaga)
Dans le cadre de la politique de modernisation de la ville, une entreprise d'immatriculation des rues de Foumbouni a été entamée en 2007. En effet, comme dans la majorité des autres localités des Comores, les voies publiques de Foumbouni n'avaient jamais été dénommées. L'entrée nord de la ville et son quartier adjacent a été le premier district à bénéficier de cette politique, avec la pose d'une dizaine de plaques et l'immatriculation de quelque 160 foyers en septembre 2009.

## Musique
En France, Foumbouni est aujourd'hui représentée par le rappeur marseillais Alonzo, dont elle est la ville d'origine de la mère.